# Сизое
Сизое (укр. Сизе) — село, относится к Станично-Луганскому району Луганской области Украины.
Население по переписи 2001 года составляло 14 человек. Почтовый индекс — 93650. Телефонный код — 6472. Занимает площадь 0,77 км². До 2022 года находилось под контролем Украины, после 2022 года находится под контролем ЛНР. 

## Местный совет
93650, Луганська обл., Станично-Луганський р-н, с. Валуйське, вул. Совєтська, 274  (укр.)